# Afroboganium propria
Afroboganium propria is een keversoort uit de familie Boganiidae. De wetenschappelijke naam van de soort is voor het eerst geldig gepubliceerd in 1899 door Grouvelle.